# للوالا پاهالا
للوالا پاهالا (به لاتین: Lelwala Pahala) یک منطقهٔ مسکونی در سری‌لانکا است که در استان جنوبی (سری‌لانکا) واقع شده‌است.